# 淋しいのはお前だけじゃない
『淋しいのはお前だけじゃない』（さびしいのはおまえだけじゃない）は、TBS系列の「金曜ドラマ」枠で、1982年（昭和57年）6月4日から8月27日まで放送された全13話のテレビドラマである。主演は西田敏行。

## 概要
2年前の『港町純情シネマ』に続く、市川森一のファンタジックなドラマで、玄人評は高いが、視聴率は概ね1ケタで推移し、編成部や制作にも、冷ややかな反応が多かった。
視聴率の不振を知った山田太一は、市川に激励の手紙を送った。すると市川はそのエールに応え、第12話で修理したテレビに映る映像に山田が脚本を担当した『想い出づくり。』を指定したのだという。
ところが、1982年9月10日の『朝日新聞』夕刊文化欄に作家で文芸評論家の丸谷才一が、紙面の半分を使い、『淋しいのは～』を賞賛した。テレビドラマは、当時は放送当日の試写評が中心で、放送後も作品として正当な批評を受けることは、極めてまれだった。この反響は大きく、低視聴率のゆえの雑音はピタリと止み、「自分も、もともと評価していたんだ」と急に擁護派を装う向きもいた。そして結果的に市川は、本作で第1回向田邦子賞および第15回テレビ大賞を受賞した。
2011年には「TBS名作ドラマシリーズ第一弾」として舞台化された。

## あらすじ
取り立ての名手のわりにウダツが上がらない沼田（西田敏行）は、妻のよし江（泉ピン子）とほそぼそと暮らしていた。ある日、太陽ローンズの影のオーナー・国分（財津一郎）からお声がかかり、面倒を見ていた女（木の実ナナ）が旅役者（梅沢富美男）と駆け落ちしたので、慰謝料2000万円を取り立てて欲しいと頼まれる。さっそく沼田は、四万温泉にある演芸場へ向かうが、ふとしたことから旅芝居の一座へ足を踏み入れることになる。義理と人情が時代を超えて呼吸している大衆演劇の世界で、沼田はやがて少しずつ変わっていく。

## 出演
- 沼田薫：西田敏行
- 由良常子：木の実ナナ
- 小川妙子：萬田久子
- 畑中洋一郎：河原崎長一郎
- 山村謙二郎：山本亘
- 松永健次：潮哲也
- 久保三郎：矢崎滋
- 清水政吉：原保美
- 馬場利夫：小野武彦
- 竹沢市太郎：梅沢富美男
- 市川梅三郎：梅沢武生
- 畑中和江：田島令子
- 畑中直子：若林味香
- 小川靖：橋爪功
- 田口成光：信欣三
- 三宅辰夫：柴俊夫
- チンピラ・安：小野川公三郎
- 花村月之丞：真屋順子
- 南郷マリア：北林谷栄
- サリー：長谷川哲夫
- ベラ谷口：佐々木すみ江
- ウェイトレス：蜷川有紀
- ホテル従業員：鷲尾真知子
- 小川菊江：野村昭子
- 劇団いろは
- エンゼルプロ
- 若駒プロ
- 殺陣：國井正廣
- 沼田よし江：泉ピン子
- 国分英樹：財津一郎
- 西方：尾藤イサオ

## スタッフ
- 脚本：市川森一
- 音楽：小室等
- 演出：高橋一郎、浅生憲章、赤地偉史
- プロデューサー：高橋一郎
- 制作：大山勝美
- 製作著作：TBS

## 主題歌
- 「淋しいのはおまえだけじゃない」（歌：西田敏行）
  - 作詞・作曲：小室等／編曲：青木望（CBS・ソニー）

## 放送日程
| 話数 | 放送日        | サブタイトル         | 演出     | 視聴率 |
| ---- | ------------- | -------------------- | -------- | ------ |
| 1    | 1982年6月4日  | 一本刀土俵入り       | 高橋一郎 | 13.5%  |
| 2    | 1982年6月11日 | 任侠・吉良の仁吉     | 高橋一郎 | 5.5%   |
| 3    | 1982年6月18日 | 札吹雪白浪十人衆     | 浅生憲章 | 8.1%   |
| 4    | 1982年6月25日 | 土蜘蛛               | 高橋一郎 | 6.0%   |
| 5    | 1982年7月2日  | 名月赤城山           | 高橋一郎 | 6.7%   |
| 6    | 1982年7月9日  | 沓掛時次郎           | 浅生憲章 | 6.9%   |
| 7    | 1982年7月16日 | 雪の渡り鳥           | 赤地偉史 | 8.2%   |
| 8    | 1982年7月23日 | 雪之丞変化           | 高橋一郎 | 8.3%   |
| 9    | 1982年7月30日 | 切られ与三郎         | 浅生憲章 | 9.2%   |
| 10   | 1982年8月6日  | 四谷怪談             | 高橋一郎 | 9.0%   |
| 11   | 1982年8月13日 | 瞼の母               | 高橋一郎 | 6.5%   |
| 12   | 1982年8月20日 | 忠臣蔵・刃傷松の廊下 | 浅生憲章 | 7.7%   |
| 13   | 1982年8月27日 | 勢揃い清水港         | 高橋一郎 | 7.6%   |

備考
- 現在、第7話は欠番扱いとなっており、TBSチャンネルでの再放送や配信版[9]において第8話の冒頭に「第7話は権利上の理由により配信できません」と説明を流したのち、第7話のダイジェストを流している。なお、第7話には小林麻美がゲスト出演していた。
- 本放送中の1982年7月23日に発生した長崎大水害の影響で、当地のJNN系列局である長崎放送（NBC）は、当日放送予定だった第8話のネット受けを中止し、ローカルの報道特番に切り替えた。JNNのネットワーク協定上では本来なら問題視される行為であるが、未曾有の大災害下での判断だったことからTBS側はこれを認めている。なお、NBCにて第8話は後日再放送された模様。

## 関連商品
2002年3月にキングレコードから4枚組のDVD-BOXが発売された（品番：KIBF-5049〜5052）。こちらでは現在欠番となった第7話も収録されており、全話視聴可能。

## 舞台
2011年6月17日から26日、「TBS名作ドラマシリーズ第一弾」として、赤坂ACTシアターにおいて舞台版が上演された。翌7月上旬には御園座、兵庫県立芸術文化センター、りゅーとぴあ新潟市民芸術文化会館にて地方公演も順次上演された。

### 出演（舞台）
- 沼田薫：中村獅童 (2代目)
- 沼田よし江：長谷川京子
- 由良市太郎：平岡祐太 [13]
- 小松和重
- 大川良太郎
- 奥田達士
- 佐々木喜英
- 藤吉久美子
- 由良常子：草刈民代

### スタッフ（舞台）
- 原作：市川森一
- 脚本：蓬莱竜太
- 演出：マキノノゾミ

## 関連文献
- 日本放送作家組合（編）、1983年7月25日『テレビドラマ代表作選集 1983年版』日本放送作家組合、51–75頁。